# 阳平郡 (刘宋)
阳平郡，中国南北朝时设置的郡。亦作平阳郡。
刘宋（一说东晋）时置阳平郡，治茌眉戍（今安徽固镇县西）。北魏沿置，治所在谷阳城（今安徽固镇县），辖境相当今安徽固镇县地，属睢州。北魏太和年间废阳平郡，后复置阳平郡，阳平郡治阳平城，领一县太清县，郡治太清县。孝昌年间又废。东魏武定六年（548年）改为谷阳郡。